# Logis de la Cornelière
Le logis de la Cornelière est un château situé sur la commune de Mervent, dans le canton de Fontenay-le-Comte en Vendée.

## Historique
Le logis est inscrit au titre des monuments historiques en 1996.